# Scheinhalterschaft
Als Scheinhalterschaft wird umgangssprachlich das Ergebnis einer Handlung bezeichnet, die in engen Grenzen (BGH, Beschluss vom 2.12.2014, Az.: 1 StR 31/14) nach § 271 StGB als mittelbare Falschbeurkundung oder als Beihilfe zur Kfz-Steuerhinterziehung bzw. zum Fahren ohne Versicherungsschutz strafbar sein kann. Es handelt sich dabei um das betrügerische Herbeiführen einer Zulassung von Fahrzeugen zum Straßenverkehr, ohne selbst Fahrzeughalter sein zu wollen.
Fahrzeughalter ist, wer ein Fahrzeug für eigene Rechnung in Gebrauch hält und diejenige Verfügungsgewalt besitzt, die ein solcher Gebrauch voraussetzt. Zwar müssen Halter und Eigentümer nicht identisch sein. Der Halter muss jedoch wenigstens das KfZ aktiv nutzen. Ihn treffen auch die versicherungsrechtlichen Lasten aus dem Pflichtversicherungsgesetz sowie die Pflicht zur Entrichtung der Kraftfahrzeugsteuer.
Als Scheinhalter werden Personen bezeichnet, die im Auftrag von Dritten meist für eine Vielzahl von Kraftfahrzeugen die Ausstellung eines Fahrzeugbriefs bei der Zulassungsstelle erwirken, ohne das KFZ jedoch tatsächlich halten zu wollen und/oder aus Kostengründen auch gar nicht halten zu können. Stattdessen wird das unversicherte und unversteuerte Fahrzeug von dem Dritten genutzt, bis etwa bei einer Verkehrskontrolle die Scheinhalterschaft aufgedeckt wird. Der oft mittellose Scheinhalter wird unterdessen auf Zahlung der Versicherungsbeiträge und der Kfz-Steuern in Anspruch genommen. Als Gegenleistung für die Zulassung wird ihm von dem Dritten eine gewisse Geldzahlung in Aussicht gestellt.
Die intensivere Prüfung der Haltereigenschaft im Zulassungsverfahren nach § 12 FZV und die Ausstellung der "Zulassungsbescheinigung Teil II" statt eines Fahrzeugbriefs haben die Tatbegehung erschwert.